# Foma Diekuszenko
Foma Fiodorowicz Diekuszenko (ros. Фома Фёдорович Декушенко, ur. 1904 we wsi Bołtyszko w guberni kijowskiej, zm. 1963 w Kalininie) – funkcjonariusz radzieckich organów bezpieczeństwa, pułkownik, szef Zarządu NKWD/NKGB Żydowskiego Obwodu Autonomicznego (1939–1941).

## Życiorys
Ukrainiec, w latach 1924–1928 członek Komsomołu, od września 1926 do września 1928 w Armii Czerwonej, od września 1928 do września 1929 słuchacz fakultetu robotniczego przy Środkowoazjatyckim Uniwersytecie Państwowym w Taszkencie. Od maja 1931 do grudnia 1933 pomocnik operacyjny i starszy pomocnik operacyjny Oddziału III Wydziału Tajno-Politycznego Pełnomocnego Przedstawicielstwa OGPU w Środkowej Azji, od grudnia 1933 do października 1934 szef oddziału Wydziału Tajno-Politycznego GPU przy Radzie Komisarzy Ludowych/Zarządu Bezpieczeństwa Państwowego (UGB) NKWD Tadżyckiej SRR, od października do 4 listopada 1934 pomocnik szefa, a od 4 listopada 1934 do stycznia 1935 szef Wydziału Tajno-Politycznego UGB NKWD Tadżyckiej SRR. Od stycznia 1935 do lutego 1936 zastępca szefa Wydziału Tajno-Politycznego UGB Tadżyckiej SRR, później szef Wydziału IV UGB Zarządu NKWD obwodu saratowskiego, od 20 maja 1936 młodszy porucznik bezpieczeństwa państwowego, 1938 zastępca szefa Wydziału IV UGB Zarządu NKWD obwodu saratowskiego, od 5 sierpnia 1938 porucznik bezpieczeństwa państwowego, od grudnia 1938 do maja 1939 szef Wydziału III Zarządu NKWD Kraju Chabarowskiego, 31 marca 1939 awansowany na starszego porucznika bezpieczeństwa państwowego.
Od maja 1939 do 3 kwietnia 1941 szef Zarządu NKWD Żydowskiego Obwodu Autonomicznego, od 3 kwietnia do sierpnia 1941 szef Zarządu NKGB Żydowskiego Obwodu Autonomicznego, od 30 kwietnia 1941 kapitan bezpieczeństwa państwowego, od sierpnia 1941 do 1942 szef Wydziału do Walki z Bandytyzmem Zarządu NKWD Kraju Chabarowskiego, od 1942 do marca 1944 szef Wydziału Transportowego NKWD/NKGB Kolei Dalekowschodniej, od 11 lutego 1943 podpułkownik, a od 24 kwietnia 1943 pułkownik bezpieczeństwa państwowego. Od marca do września 1944 szef Wydziału Transportowego KNWD Kolei Kowelskiej, od września 1944 do października 1947 szef Wydziału Transportowego NKGB/Zarządu Ochrony NKGB/MGB Kolei Lwowskiej, od 24 października 1947 do 9 września 1949 zastępca szefa Zarządu Ochrony Transportu Kolejowego i Wodnego MGB ZSRR.
Od 9 września 1949 do 8 października 1952 szef Zarządu MGB obwodu kalinińskiego, od października 1952 w rezerwie MGB ZSRR, od lutego 1953 na emeryturze.

## Odznaczenia
- Order Czerwonego Sztandaru (dwukrotnie)
- Order Wojny Ojczyźnianej I klasy (trzykrotnie - 1944, 1945 i 1948)
- Order Czerwonej Gwiazdy (1946)
- Order „Znak Honoru” (1943)